# Frank Slide
Frank Slide är en rasbrant i Kanada.   Den ligger i provinsen Alberta, i den södra delen av landet, 2 900 km väster om huvudstaden Ottawa. Frank Slide ligger 1 303 meter över havet. Den ligger vid sjön Frank Lake.
Terrängen runt Frank Slide är huvudsakligen kuperad. Frank Slide ligger nere i en dal. Runt Frank Slide är det glesbefolkat, med 20 invånare per kvadratkilometer.. Närmaste större samhälle är Bellevue, 2,1 km öster om Frank Slide.
Trakten runt Frank Slide består i huvudsak av gräsmarker.